# Колесник, Владимир Федотович
Влади́мир Федо́тович Коле́сник (12 февраля 1924, Харьковская губерния — 24 февраля 2009, Сумская область) — советский украинский деятель сельского хозяйства, председатель колхоза имени Ульянова Белопольского района Сумской области, Герой Социалистического Труда (1982).

## Биография
Родился 12 февраля 1924 года в крестьянской семье в селе Терещенки Сумского округа Харьковской губернии Украинской ССР (ныне Белопольского района Сумской области Украины).
В 1943 году призван на фронт Великой Отечественной войны. Воевал заряжающим орудия в 373-м отдельном противотанковом артиллерийском дивизионе 240-й стрелковой дивизии 40-й армии 1-го Украинского фронта, рядовой. Награждён орденом Красной Звезды, медалями «За отвагу» и др.
После войны работал военруком в школе в родном селе Терещенки. После окончания педагогического института стал директором Анновской средней школы, затем заведующим Белопольским районным отделом народного образования.
В 1955 году избран председателем колхоза имени Шевченко. С 1968 года — председатель колхоза имени Ульянова.
Указом Президиума Верховного Совета СССР от 4 марта 1982 года за достижение высоких результатов и трудовой героизм, проявленный в выполнении планов и социалистических обязательств по увеличению производства и продажи государству сельскохозяйственных продуктов в 1981 году, Колеснику Владимиру Федотовичу присвоено звание Героя Социалистического Труда с вручением ордена Ленина и золотой медали «Серп и Молот».
С 1985 года — на пенсии. Умер 24 февраля 2009 года в посёлке Ульяновка Белопольского района на 86-м году жизни.
В 2010 году в поселке Ульяновка была названа площадь им. Колесника.